# 링크 : 먹고 사랑하라, 죽이게
《링크 : 먹고 사랑하라, 죽이게》는 2022년 6월 6일부터 2022년 7월 26일까지 방송되었던 tvN 월화 드라마였다.

## 기획 의도
어느 날 갑자기 한 여자의 감정을 공유하게 된 남자가 그녀의 온갖 기쁨과 슬픔, 아픔을 함께 느끼며 벌어지는 감정 공유 판타지 멜로이자 휴먼 미스터리 드라마

## 제작진

### 제작사
- 스튜디오드래곤
- 씨제스엔터테인먼트
- 아크미디어

### 극본
- 권기영 : SBS 주말 특별 기획 드라마 《사랑에 미치다》(집필), KBS 2TV 《KBS 드라마 스페셜 - 옆집 아줌마》(집필), SBS 수목 드라마 《보스를 지켜라》(집필), SBS 수목 드라마 《내 연애의 모든 것》(집필), KBS 2TV 월화 드라마 《너를 기억해》(집필), SBS 수목 드라마 《수상한 파트너》(집필) 집필
- 권도환

### 연출
- 홍종찬 : SBS 월화 드라마 《닥터 이방인》(공동 연출), Drama Cube 《시크릿 러브》(공동 연출), tvN 월화 드라마 《마이 시크릿 호텔》(연출), 네이버TV 《로스:타임:라이프》(연출), tvN 금토 드라마 《디어 마이 프렌즈》(연출), tvN 토일 드라마 《명불허전》(연출), tvN 특집 드라마 《세상에서 가장 아름다운 이별》(연출), JTBC 월화 드라마 《라이프》(공동 연출), tvN 수목 드라마 《그녀의 사생활》(연출), 넷플릭스 《소년심판》(연출) 연출

## 등장인물

### 주요 인물
- 여진구 : 은계훈 (28세) 역 - 셰프, 실종된 계영의 이란성 쌍둥이 오빠.
- 문가영 : 노다현 (28세) 역 (아역 이설아) - 지화양식당 수습직원

### 계훈의 주변 인물
- 박보경 : 장미숙 (53세) 역 - 계훈과 계영의 어머니, 철호의 아내.
- 안세빈 : 은계영 (실종당시 10세) 역 - 계훈의 이란성 쌍둥이 여동생. 밝고 구김 없는 성격으로 오빠 은계훈을 놀리면서도 늘 의지하던 아이, 아직도 생사불명으로 은계영 실종 사건은 장기 미제 사건으로 남았다.
- 권혁 : 은철호 (55세) 역 - 계훈과 계영의 아버지. 지화동 유일의 병원이던 '은내과'의 원장, 인품 좋던 의사, 다정한 가장이었지만 은계영 실종 이후 병원일도 집안일도 내팽개치고 딸을 찾아 전국을 헤맨다.
- 우미화 : 장미선 (51세) 역 - 계훈과 계영의 이모, 미숙의 언니. 미숙집 근처에 살면서 미숙을 보살핀다. 진심으로 동생을 안타까워하고 계훈을 안쓰럽게 여긴다.

### 다현의 주변 인물
- 김지영 : 홍복희 (50세) 역 - 다현의 어머니, 춘옥전골 사장. 춘옥의 딸.
- 예수정 : 나춘옥 (68세) 역 - 다현의 외할머니, 복희의 어머니. 조용하지만 센 할머니.

### 지화지구대
- 송덕호 : 지원탁 (28세) 역 - 지화지구대 순경, 민조의 옛 연인.
- 이봄소리 : 황민조 (28세) 역 - 지화지구대 경사, 원탁의 옛 연인.
- 김찬형 : 안정호 (48세) 역 - 지화지구대 경위, 은계영 실종 당시 지화지구대 순경이었다.

- 유성주 : 서영환 (57세) 역 - 지화지구대 대장. 스스로 성격 좋고 열린 사람이며 존경 받아 마땅한 어른이라 생각하지만 사실은 밴댕이 소갈딱지.

- 김태백 : 남규원 (35세) 역 - 지화지구대 순경
- 유동훈 : 봉성우 (28세) 역 - 지화지구대 순경

### 지화양식당
- 이석형 : 차진후 (27세) 역 - 셰프, 계훈의 후배.
- 이봄 : 이은정 (30세) 역 - 셰프

### 지화동 사람들
- 이규회 : 한의찬 (56세) 역 - 비정규직 노동자
- 김현 : 조재숙 (51세) 역 - 에어로빅 강사, 창수의 아내.
- 최재섭 : 고창수 (51세) 역 - 성인 게임방 공동운영, 재숙의 남편.
- 박지아 : 박선화 (46세) - 민철의 아내, 어리숙하고 착하지만 나름 의뭉스러운 구석도 있다.
- 유정호 : 김민철 (49세) 역 - 택시 기사, 선화의 남편. 헐렁헐렁 건들건들 여기저기 참견하기 좋아하는 성품. 하지만 정작 가족에겐 무심한 편이다.
- 미상 : 양동숙 (54세) 역 - 동남의 아내. 복희와 매일 서로 구박하고 빈정대면서도 친한 사이.
- 윤상화 : 조동남 (53세) 역 - 건설노동자, 동숙의 남편. 옆구리를 쿡 쿡 찔러대도 아 소리 한 번 안 하는 곰 같은 남자.
- 서동갑 : 이영훈 (46세) 역 - 지화시장 생선가게 운영
- 미상 : 강미진 (49세) 역 - 부동산 운영
- 미상 : 황선녀 (50세) 역 - 가발 가게 운영, 18년 전 신내림 받은 지 얼마 안 돼 나름 신발 날리던 무당

### 그 외 인물
- 신재휘 : 이진근 (28세) 역 - 다현의 스토커. 겉보기엔 얼핏 멀쩡하지만, 색정형 망상장애와 과대형 망상장애를 갖고 있고, 폭력성향도 심한 사이코패스가 아닐까 싶다. 구여친 혹은 진근이 스토킹하던 여자들의 행방이 묘연하다. 세상에 단 하나 뿐인 진실한 사랑을 찾아 헤맨다 어쩐다 헛소리하며 지내다가 다현을 보자마자 운명이라 (저 혼자) 확신한다.

## 시청률
최저 시청률과 최고 시청률은 시청률 조사회사와 지역별로 시청률에 차이가 있을 수 있습니다.
| 2022년 | 2022년   | 2022년               | 2022년         | 2022년       |
| 회차   | 방송일   | 부제                 | AGB 시청률     | AGB 시청률   |
| 회차   | 방송일   | 부제                 | 대한민국(전국) | 수도권(서울) |
| ------ | -------- | -------------------- | -------------- | ------------ |
| 제1회  | 6월 6일  | 링크(LINK)-접속되다  | 3.124%         | 3.280%       |
| 제2회  | 6월 7일  | 거짓말               | 3.098%         | 3.342%       |
| 제3회  | 6월 13일 | 고백                 | 2.280%         | 1.947%       |
| 제4회  | 6월 14일 | 촌스럽지만,운명      | 2.562%         | 2.659%       |
| 제5회  | 6월 20일 | 그 아이가 돌아왔다   | 1.933%         | 2.032%       |
| 제6회  | 6월 21일 | 두근거리다           | 2.533%         | 2.398%       |
| 제7회  | 6월 27일 | 찌르다               | 1.469%         | 1.192%       |
| 제8회  | 6월 28일 | 지화동의 아이들      | 2.133%         | 1.847%       |
| 제9회  | 7월 4일  | 돌아보지 마          | 1.748%         | 1.465%       |
| 제10회 | 7월 5일  | 붉은 대문            | 2.234%         | 1.944%       |
| 제11회 | 7월 11일 | 목격자               | 1.467%         | -            |
| 제12회 | 7월 12일 | 예감                 | 1.873%         | 1.728%       |
| 제13회 | 7월 18일 | 엄마의 비밀          | 1.423%         | 1.167%       |
| 제14회 | 7월 19일 | 평범한 악            | 2.021%         | 1.708%       |
| 제15회 | 7월 25일 | 링크                 | 1.610%         | 1.162%       |
| 제16회 | 7월 26일 | 먹고 사랑하라,죽이게 | 2.228%         | 1.881%       |

## 참고사항
- 유성주, 권혁, 신재휘는 2019년에 방송된 OCN 수목드라마 《미스터 기간제》 이후로 3년만에 재회하는 작품이다.
- 신재휘와 문가영은 2021년에 방송된 tvN 수목드라마 《여신강림》 이후로 1년만에 재회하는 작품이다.
- 여진구와 문가영은 2009년에 방송된 SBS 월화드라마 《자명고》와 2010년에 방송된 KBS1 토일드라마《명가》이후로 약 13년만에 재회하는 작품이다.

## 같이 보기
- 대한민국의 텔레비전 드라마 목록 (ㄹ)
- 2022년 대한민국의 텔레비전 드라마 목록